# Грузман, Борис Наумович
Борис Наумович Грузман (род. 17 декабря 1934) — советский шахматист, мастер спорта СССР (1966), международный мастер ИКЧФ (1991), тренер.
Воспитанник шахматного кружка Московского дворца пионеров. Выполнил норму мастера спорта в турнире по схевенингенской системе с участием мастеров А. И. Хасина, А. Н. Зайцева, Я. И. Мурея и др.
Победитель открытого чемпионата Московской области 1968 г.
Чемпион Германии среди ветеранов 2015 г. (в старшей возрастной категории). Серебряный призер чемпионата Германии среди ветеранов 2011 г. (разделил 1—2 места с Ю. Васильевым, но уступил по коэффициенту).
Добился успехов в игре по переписке. Стал серебряным призером 25-го чемпионата Европы по переписке (1982—1988 гг.). Набрал в турнире 10½ очков из 14, опередив на пол-очка 3-го призера О. П. Милютина и отстав на очко от победителя турнира В. Гефенаса.
В качестве тренера сотрудничал с гроссмейстером Л. Крицем.
Окончил Московский автомеханический институт. Работал в ОТК на ЗИЛе.